# Église Saint-Jacques de Gand
 (janvier 2009).
Si vous disposez d'ouvrages ou d'articles de référence ou si vous connaissez des sites web de qualité traitant du thème abordé ici, merci de compléter l'article en donnant les références utiles à sa vérifiabilité et en les liant à la section « Notes et références ».
Pour l’article homonyme, voir église Saint-Jacques.
L’église Saint-Jacques (en néerlandais : Sint-Jacobskerk) est un édifice religieux catholique de la ville de Gand, capitale de la province de Flandre-Orientale, en Belgique.

## Histoire

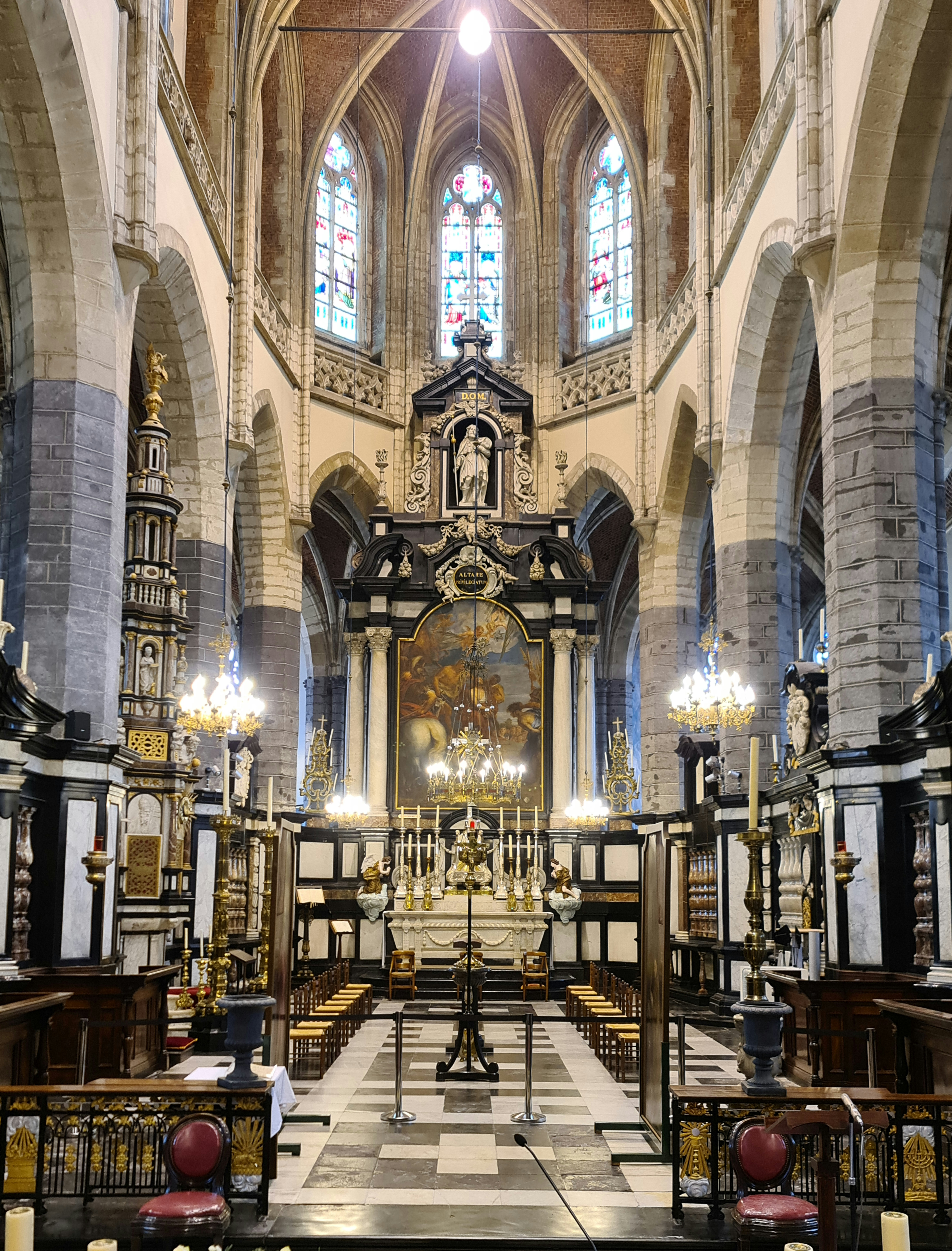
Le chœur de l'église.

La chapelle (probablement en bois) édifiée à la fin du XIe siècle fut remplacée au XIIe siècle par une église monumentale de pierre. De cet édifice roman ne subsistent aujourd’hui que les piliers du transept, la base du clocher octogonal sur la croisée, et les deux tours occidentales (la flèche en pierre de la tour sud date du XVe siècle). Au XIIIe siècle, la tour de croisée fut rehaussée de deux étages supplémentaires dans le style gothique scaldien. La nef et le chevet actuels résultent d’une part d’un agrandissement effectué au XIIIe siècle, dans le style gothique scaldien, lors duquel le vaisseau central fut exhaussé et voûté, d’autre part de transformations opérées au XIVe siècle, ayant consisté notamment à dédoubler les collatéraux de façon à créer, à l’intention des guildes, des lieux de prière particuliers, ces dernières parties sont marquées par des éléments en gothique rayonnant.
Le reste de l’édifice (abside et absidioles) relève du gothique brabançon plus tardif. Les tours occidentales portent des ornements caractéristiques du style roman tardif : baies géminées (c'est-à-dire divisées en deux par une colonnette), fenêtres aveugles avec motifs ornementaux etc. Après les dévastations de l’iconoclasme, c’est dans le style baroque que l’on entreprit de restaurer l’église, lui donnant, entre les deux clochers occidentaux, une façade baroque.
Des travaux de restauration, dirigés par l’architecte Auguste Van Assche, et rendus nécessaires par le mauvais état du bâtiment dû au manque d’entretien, furent effectués entre 1870 et 1906. Ces travaux, critiqués par certains, visèrent en particulier à remplacer les ajouts tardifs par des volumes néoromans et néogothiques ; ainsi la façade baroque fut-elle ôtée et remplacée par une façade néoromane, avec arcature à consoles etc.
Le mobilier comprend : de nombreux tableaux, dont trois de Gaspar De Crayer ; un tabernacle architecturé du XVIIe siècle, de style renaissance, en marbre blanc et noir et en cuivre.